# 英属明古连
英屬明古连，又称约克堡、马尔堡堡垒、明古连或明古鲁，是英国东印度公司（EIC）的领地，横跨近500英里（约800公里），沿着苏门答腊岛的西南海岸，以现今的明古鲁市为中心。东印度公司于1685年在此设立驻地，并于1714年建造了馬爾堡堡壘。1824年，英国依据英荷条约将明古连割让给荷兰。

## 建立和早期发展
这是我们的总统和圣乔治堡（马德拉斯）议会犯下的一个致命错误，他们一时兴起，违背了我们在普里亚曼建立定居点的所有命令，利用我们的船只並耗费我们的人力和金钱，甚至许多人的生命，来到明古連这样一个不卫生的地方定居，因为他们听到那里有更多的胡椒。
1683年，爪哇万丹的工厂被迫关闭后，马六甲和东印度公司的董事们意识到，他们可能会被完全排除在马来群岛的香料贸易之外。为了避免将利润丰厚的胡椒贸易拱手让给荷兰竞争对手，他们决定在距离荷兰权力中心巴达维亚的安全地带建立一个坚固的贸易基地。最初，他们选择了苏门答腊北端的亚齐，但遭到当地苏丹的拒绝。随后，苏门答腊西海岸普里亚曼镇的代表表示欢迎东印度公司的到来，并指示马德拉斯总督在普里亚曼建造一座与印度堡垒同样坚固的要塞。
无论是意外还是故意，这项计划都未能如愿。由拉尔夫·奥德和本杰明·布卢姆指挥的远征队从马德拉斯出发，队伍由两个连队组成，每个连队有100名士兵。他们经过普里亚曼，于1685年6月在明古连南部登陆，并在明古连河口附近建立了一座堡垒。奥德去世后，布卢姆成为堡垒的首任副总督，受马德拉斯总督的管辖。曼杜塔还在此地建造了一个较小的站点。董事们得知这一进展后，愤怒地质疑明古连作为胡椒贸易中心的优势，认为该港口距离巴达维亚过近且卫生条件差。然而，既成事实无法改变，明古连逐渐被称为“白人墓地”。1685年10月，副总督布卢姆手下许多士兵死于“发烧和腹泻”，因此必须批准招募非欧洲士兵以补充约克堡的军事力量。约克堡是一座位于沼泽海滨的砖砌建筑，周围有围栏关押公司的奴隶，还有一个拥有七八百户房屋的马来村庄。
这座堡垒原本是用来安置副总督、顾问、代理人、作家和助手，以及來自欧洲的部隊，和“布吉斯”部队（当地军队的称呼）驻军。位于堡壘以北 90 英里处的班塔尔分站也配备了强大的驻军和五十门大炮。1714 年，约克堡被马尔堡堡壘取代。马尔堡堡壘是一座更龐大的石头堡垒，建在約克堡南面两英里的高地上。改变的目的是为了获得更健康的環境条件、更多的住宿和更好的防御安排。副总督约瑟夫·科莱特吹嘘说“我自己擁有的军事建筑”是印度最坚固的防御工事。这并没有阻止马来起义者于 1719 年攻占并短暂占领该镇。起义的原因有很多，其中之一就是反对副总督征收人头税的意图。新堡壘并没有像人们希望的那样改善了卫生状况，明古连不卫生的坏名声依然没有改变。 

## 领土

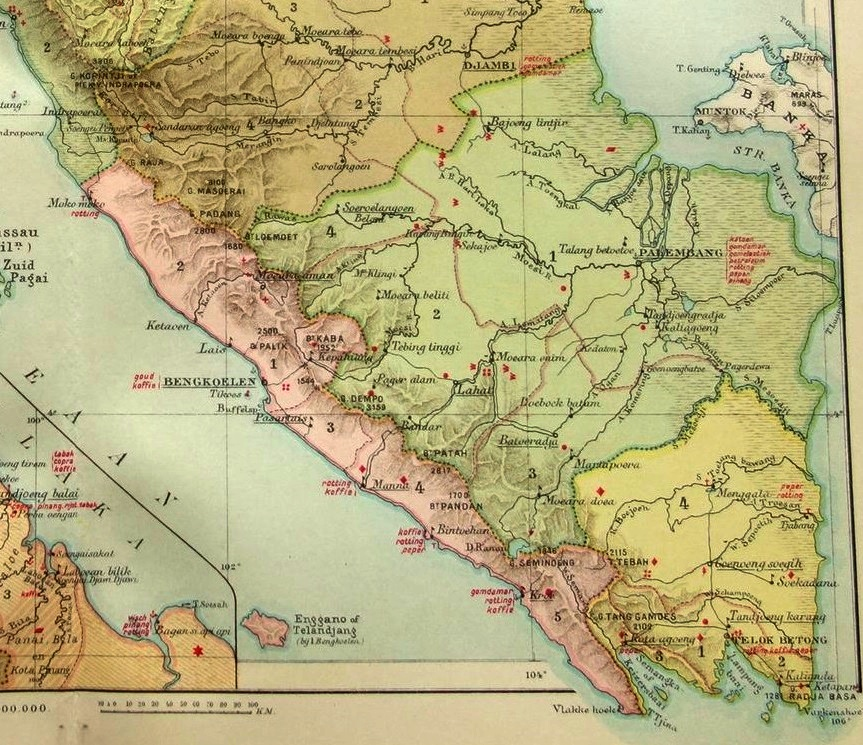
荷属东印度驻地明古連(Bengkoelen)（1910 年地图上粉红色部分）覆盖了以前英国驻地明古連(Bencoolen) 的区域。

东印度公司在政治和经济上控制了长达140年的地区，是苏门答腊西南部的胡椒种植区，这些种植区分布在印度洋与巴里桑山脉之间的狭窄沿海平原上，巴里桑山脈从北到南覆盖了整个岛屿。胡椒是由沿海地带河谷沿岸的小种植者种植的。

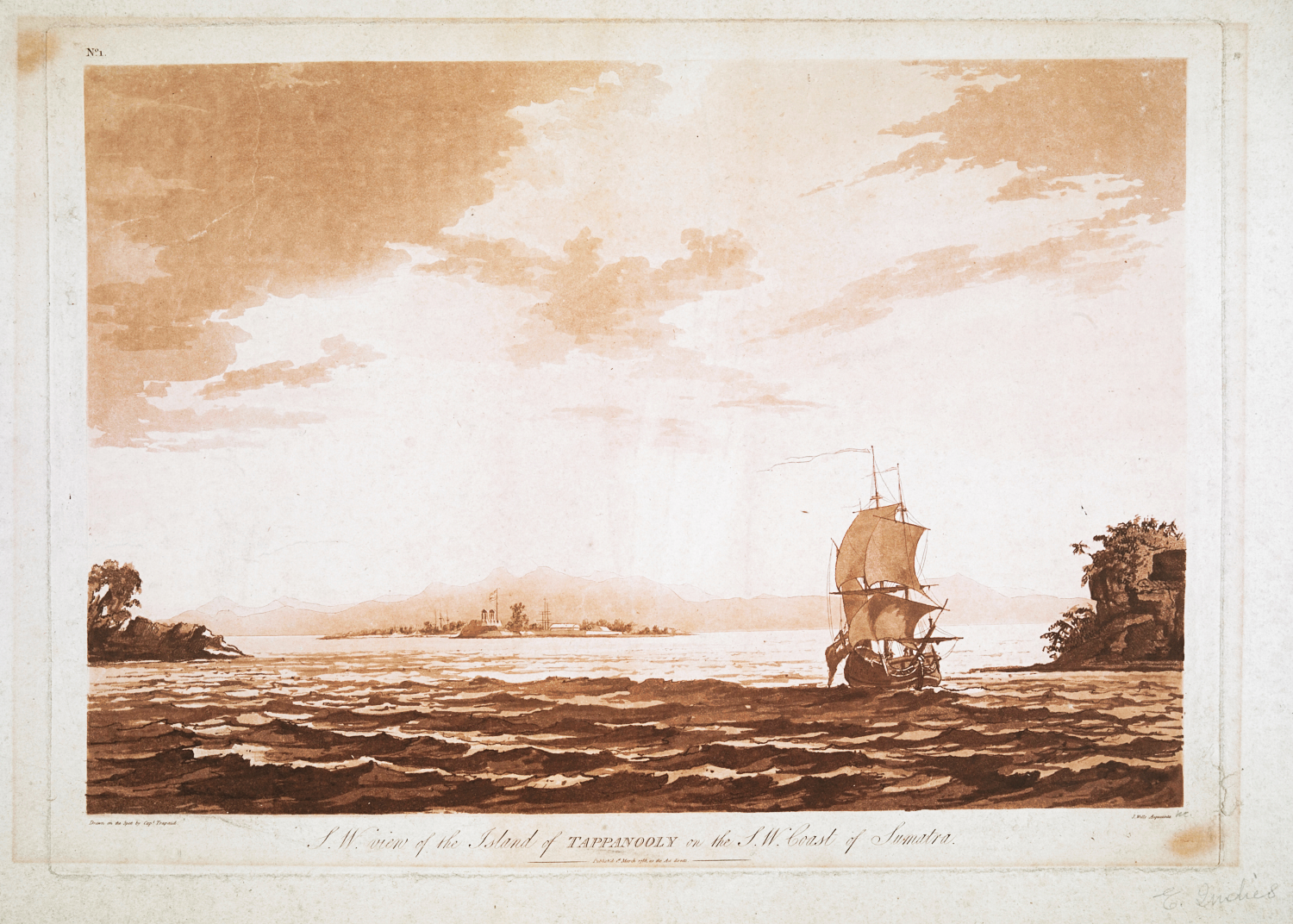
1788 年的蚀刻版画展示了一艘东印度公司的船只驶入塔帕努里湾

直到 18 世纪中叶，所有东印度公司的定居点都建立在苏门答腊島的西南部，从北部的因陀罗普拉到南部的克鲁伊。但在 1752 年，应苏门答腊島西北部纳塔尔居民的邀请，马尔堡堡壘的副总督和议会派遣了代理占领了该港口，尽管荷兰人认为纳塔尔属于他们的势力范围并提出抗议。几年后，东印度公司担心荷兰人想占领纳塔尔以北 100 公里塔帕努里湾的廣闊範圍，于是先发制人地在那里建立了定居点。 纳塔尔和塔帕努里是唯二不位于南部胡椒产区、且不以胡椒为主要贸易方式的东印度公司定居点。
明古連原本是英属印度的一个管辖区，1785 年降级为明古連驻地，并划归孟加拉管辖区管辖。 

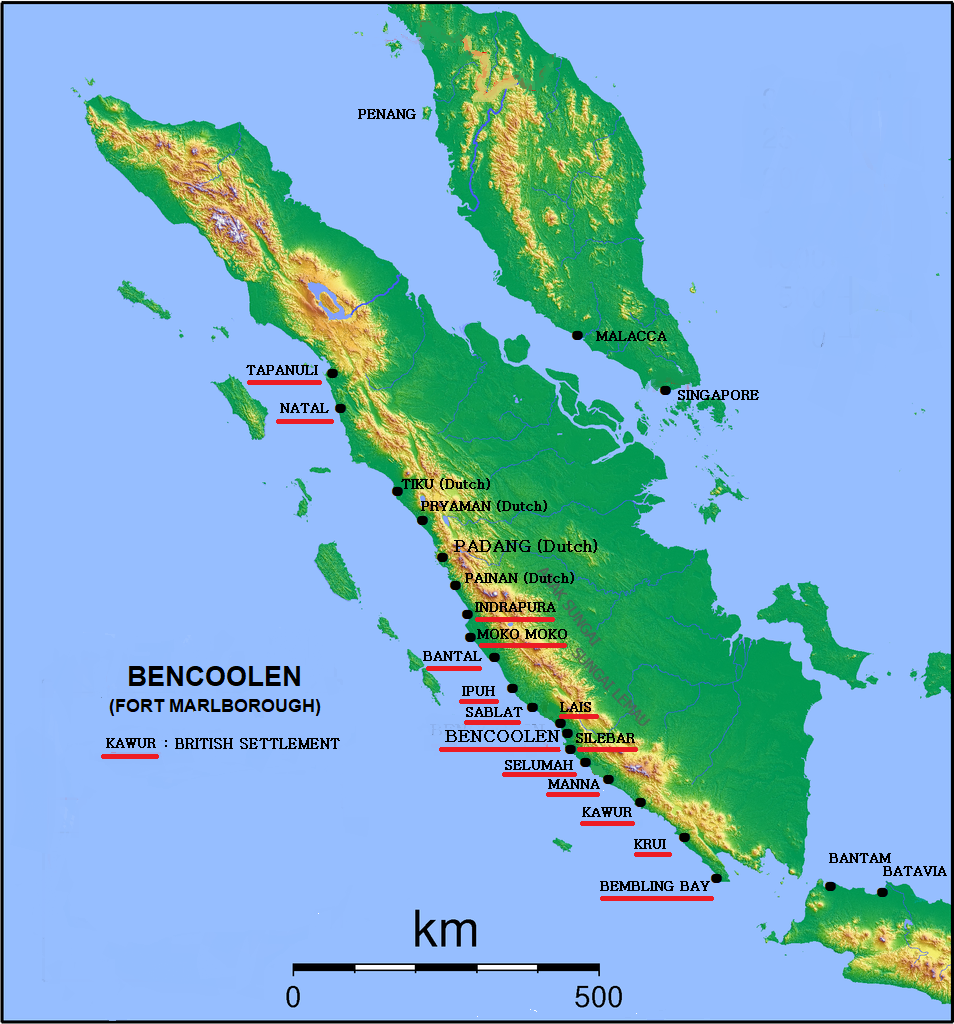
英屬明古连

1817年10月，斯坦福·莱佛士被任命为明古连副总督。在他担任新加坡副总督期间，他宣称新加坡是“我所见过的最悲惨的地方”。他废除了奴隶制，并建立了新加坡，为该地区提供一个新的贸易港口。
1823年，新加坡脱离了明古连的统治。
1824 年，英国根据《英荷条约》将明古连割让给荷兰。 